# Molgula
Genre
Molgula est un genre de tuniciers de la famille des Molgulidae. 

## Liste d'espèces
Selon World Register of Marine Species (17 octobre 2023) :
- Molgula aidae Oka, 1914
- Molgula amesophleba (Codreanu & Mack-Fira, 1956)
- Molgula antiborealis Millar, 1967
- Molgula appendiculata Heller, 1877
- Molgula arenata Stimpson, 1852
- Molgula azorensis Monniot C., 1971
- Molgula bacca (Herdman, 1910)
- Molgula bathybia (Hartmeyer, 1912)
- Molgula beringense Sanamyan & Sanamyan, 2007
- Molgula bisinus Monniot, 1989
- Molgula bleizi (Lacaze-Duthiers, 1877)
- Molgula bourbonis Monniot, 1994
- Molgula bouvetensis (Michaelsen, 1904)
- Molgula braziliensis Millar, 1958
- Molgula brieni Monniot & Monniot, 1976
- Molgula calvata Sluiter, 1904
- Molgula caminae Monniot C. & Monniot F., 1988
- Molgula celata (Michaelsen, 1914)
- Molgula celebensis Millar, 1975
- Molgula celtica Monniot, C., 1970
- Molgula citrina Alder & Hancock, 1848
- Molgula coactilis Monniot & Monniot, 1977
- Molgula complanata Alder & Hancock, 1870
- Molgula conchata Sluiter, 1898
- Molgula contorta Sluiter, 1898
- Molgula cooperi (Huntsman, 1912)
- Molgula crinita Sluiter, 1904
- Molgula crustosa Monniot C. & Monniot F., 1988
- Molgula cryptica Millar, 1962
- Molgula cynthiaeformis Hartmeyer, 1903
- Molgula davidi Monniot, 1972
- Molgula delicata Monniot & Monniot, 1991
- Molgula dextrocarpa Monniot C. & Monniot F., 1974
- Molgula diaguita Monniot & Andrade, 1983
- Molgula dicosta Millar, 1988
- Molgula dione (Savigny, 1816)
- Molgula diversa Kott, 1972
- Molgula dolichentera Millar, 1960
- Molgula ellistoni Kott, 1972
- Molgula elva Kott, 2008
- Molgula enodis (Sluiter, 1912)
- Molgula eobia Redikorzev, 1941
- Molgula estadosi Monniot & Monniot, 1983
- Molgula eugyroides Traustedt, 1883
- Molgula euplicata Herdman, 1923
- Molgula euprocta Drasche, 1884
- Molgula falsensis Millar, 1955
- Molgula ficus (Macdonald, 1859)
- Molgula flagrifera Sluiter, 1904
- Molgula fortuita Monniot & Monniot, 1984
- Molgula georgiana Michaelsen, 1922
- Molgula griffithsii (MacLeay, 1825)
- Molgula habanensis Van Name, 1945
- Molgula hartmeyeri Oka, 1914
- Molgula helleri Drasche, 1884
- Molgula herdmani Brewin, 1958
- Molgula herdmanina Monniot & Dettai, 2015
- Molgula hirta Monniot F. 1965
- Molgula hodgsoni Herdman, 1910
- Molgula hozawai Oka, 1932
- Molgula impura Heller, 1877
- Molgula incidata Kott, 1985
- Molgula japonica Hartmeyer, 1906
- Molgula karubari Monniot & Monniot, 2003
- Molgula kerguelenensis Kott, 1954
- Molgula kiaeri Hartmeyer, 1901
- Molgula kolaensis Ärnbäck-Christie-Linde, 1928
- Molgula kophameli Michaelsen, 1900
- Molgula lapidifera Redikorzev, 1941
- Molgula longipedata Sluiter, 1904
- Molgula longitubis Monniot, 2002
- Molgula longivascula Millar, 1982
- Molgula lutulenta Herdman, 1923
- Molgula macquariensis Kott, 1954
- Molgula malvinensis Arnback, 1938
- Molgula manhattensis (De Kay, 1843)
- Molgula marioni Millar, 1960
- Molgula millari Kott, 1971
- Molgula mira (Ärnbäck, 1931)
- Molgula mollis Herdman, 1899
- Molgula monodi Peres, 1949
- Molgula mortenseni (Michaelsen, 1922)
- Molgula napiformis Lambert, 1993
- Molgula novaeselandiae (Michaelsen, 1912)
- Molgula occidentalis Traustedt, 1883
- Molgula occulta Kupffer, 1875
- Molgula oculata Forbes, 1848
- Molgula oligostriata Tokioka, 1949
- Molgula oregonia Ritter, 1913
- Molgula pacifica (Huntsman, 1912)
- Molgula pedunculata Herdman, 1881
- Molgula phytophila Monniot, 1970
- Molgula pigafettae Monniot & Monniot, 1983
- Molgula pila Monniot & Monniot, 1985
- Molgula plana Monniot, C., 1971
- Molgula platana Van Name, 1945
- Molgula platei Hartmeyer, 1914
- Molgula platybranchia (Monniot, 1970)
- Molgula primitiva Redikorzev, 1941
- Molgula provisionalis Van Name, 1945
- Molgula pugetiensis Herdman, 1898
- Molgula pulchra Michaelsen, 1900
- Molgula pumila Monniot F. & Monniot C., 1976
- Molgula pyriformis Herdman, 1881
- Molgula redikorzevi Oka, 1914
- Molgula regularis Ritter, 1907
- Molgula retortiformis Verrill, 1871
- Molgula rheophila (Pérès, 1956)
- Molgula riddlei F. Monniot, 2011
- Molgula ridgewayi (Herdman, 1906)
- Molgula rima Kott, 1972
- Molgula robini Monniot & Monniot, 1983
- Molgula robusta (Van Name, 1912)
- Molgula romeri Hartmeyer, 1903
- Molgula rotunda Oka, 1914
- Molgula roulei Monniot C., 1969
- Molgula sabulosa (Quoy & Gaimard, 1834)
- Molgula salvadori Monniot, 1970
- Molgula satyrus Monniot C. & Monniot F., 1993
- Molgula scutata Millar, 1955
- Molgula setigera Arnback, 1938
- Molgula shimodensis Nishikawa, 1982
- Molgula simplex Alder & Hancock, 1870
- Molgula siphonalis Kiaer, 1896
- Molgula siphonata Alder, 1850
- Molgula sluiteri (Michaelsen, 1922)
- Molgula socialis Alder, 1863
- Molgula solenata (Lacaze-Duthiers, 1877)
- Molgula somaliensis Millar, 1988
- Molgula sphaera Kott, 1972
- Molgula spiralis Kott, 1954
- Molgula susana Monniot & Monniot, 1976
- Molgula tagi Michaelsen, 1923
- Molgula taprobane Herdman, 1906
- Molgula tectiformis Nishikawa, 1991
- Molgula tethys Monniot F. & Monniot C., 1974
- Molgula topata Monniot & Monniot, 1987
- Molgula tubifera (Orstedt, 1844)
- Molgula tzetlini Sanamyan, 1993
- Molgula undulata (Tokioka, 1949)
- Molgula vara Monniot C. & Monniot F., 1979
- Molgula variazizi Monniot, 1978
- Molgula verrilli (Van Name, 1912)
- Molgula verrucifera Ritter & Forsyth, 1917
- Molgula xenophora Oka, 1914

## Systématique
Le nom valide complet (avec auteur) de ce taxon est Molgula Forbes, 1848.
Molgula a pour synonymes :
- Anurella Lacaze-Duthiers, 1877
- Ascopera Herdman, 1881
- Astropera Pizon, 1898
- Caesira Fleming, 1822
- Ctenicella Lacaze-Duthiers, 1877
- Cystingia MacLeay, 1825
- Eugyriopsis Roule, 1885
- Euritteria Huntsman, 1922
- Gymnocystis Giard, 1872
- Lithonephria Giard, 1872
- Lithonephrya Giard, 1872
- Meristocarpus Pizon, 1899
- Mogula Kirkpatrick, 1905
- Molgulidium Seeliger, 1907
- Molgulina Hartmeyer, 1914
- Pera Stimpson, 1852
- Syphonotethis Gervais, 1840
- Xenomolgula Ärnbäck, 1931